# 勇気のカタチ 〜私を変えてくれたあなたへ〜
「勇気のカタチ〜私を変えてくれたあなたへ〜」（ゆうきのカタチ〜わたしをかえてくれたあなたへ〜）は、2007年に日本テレビ系列で放送された『24時間テレビ 愛は地球を救う30』のテーマソング。この年の『24時間テレビ』では、従来使用されてきた「サライ」に続く「新テーマソング」として使用されたが、翌2008年以降の『24時間テレビ』では使用されていない。

## 楽曲誕生の経緯・曲の特徴
- 『24時間テレビ』30周年記念と、「サライ」誕生から15年という2つの節目を祝す意味合いで、15年ぶりに谷村新司（作詞）と加山雄三（作曲）のタッグで制作された。
- 本曲は「サライ」の時とは違い、『24時間テレビ』内で谷村と加山が制作したわけではない。
- 加山は「皆が一つになれる」というコンセプトでギターで曲を作った。その後、谷村はその曲を聞いた瞬間に歌詞が思い浮かんだと後に話している。
- レコーディングには、谷村と加山に加え、2007年の『24時間テレビ』のメインパーソナリティー・タッキー&翼が参加した。その際、谷村は今井翼に歌唱指導も行った。
- 谷村は作詞の際、歌の途中に替え歌にすることが出来る部分を設けた。番組内では出演者がそれぞれの自分を変えてくれた人への感謝を込めた歌詞にして歌うという演出がされた（歌のサビ部分は全員合唱）。
- なお、2007年のエンディングでは従来通り「サライ」がそのまま使用され、2008年以降でも、「サライ」が従来通りエンディングで歌われた。

## 補足
- 『勇気のカタチ』は、2007年9月19日に谷村と加山がシングル曲として発売（谷村版はシングル『夢人〜ユメジン〜』のカップリング曲として収録）し、競作となった。日テレ携帯サイトからのダウンロードも可能で、その料金も「サライ」同様、同番組の募金へ加算された。
- 谷村が発表した同シングルはオリコン初登場16位、デイリー最高7位を記録し、「サライ」の最高位である20位を上回った。